# Idaea holosericeata
Idaea holosericeata är en fjärilsart som beskrevs av Henry Tibbats Stainton 1858. Idaea holosericeata ingår i släktet Idaea och familjen mätare. Inga underarter finns listade i Catalogue of Life.